# 점점 더 가까워져요
<점점 더 가까워져요>는 대한민국의 여성 싱어송라이터 장덕에 의해 작사 · 작곡된 곡이다. 장덕의 네번째 정규 음반 《얘얘》의 A면 2번 트랙으로 발표되었다.